# Jurgen Cavens
Jurgen Cavens (* 19. August 1978 in Ranst-Broechem) ist ein ehemaliger belgischer Fußballspieler.

## Karriere
Cavens begann seine Karriere in seiner Heimatstadt Ranst beim Stadtteilverein FC Broechem. Bis zum Jahr 1995 spielte der großgewachsene Stürmer in der Jugend des Königlichen Sportklubs Lierse. In der Saison 1995/96 debütierte er dann in der Ersten Mannschaft, wo er bis 2001 spielte. In seiner Zeit bei Lierse in den 90er Jahren gewann er einige Titel, der bedeutendste war der Meistertitel 1996/97 sowie der Pokalsieg 1999 und Supercupsiege 1997 und 1999. Von 2008 bis 2011 stand er wieder beim Lierse SK in der Jupiler League unter Vertrag. Zuvor spielte er u. a. für Standard Lüttich, Olympique Marseille in Frankreich und für den FC Twente Enschede in den Niederlanden.
In der Saison 2008/09 wurde Cavens Zweiter in der Torschützenliste der EXQI-League. Mit seinen 22 Treffern erzielte er nur 4 Tore weniger als Hervé Ndjana Onana von Red Star Waasland.
Danach war er von 2012 bis 2013 bei Waasland-Beveren; 2013 bis 2014 spielte er für den Royal Cappellen FC und ab Januar 2014 für den Provinzklub KFCO Beerschoot, wo er nach sechs Monaten seine Profikarriere beendete. Seit 2015 spielt er nur noch hobbymäßig in den Reservemannschaften C und D der Koninklijke Gooreind Voetbalvereniging.
Der Stürmer spielte zwischen 1999 und 2001 fünfmal für die belgische Nationalmannschaft und konnte ein Tor für sein Land erzielen.

## Erfolge
mit Lierse SK:
- Belgischer Meister: 1996/97
- Belgischer Supercup: 1997, 1999
- Belgischer Pokal: 1999
- Meister 2. Belgische Liga: 2009/10

mit Germinal Beerschot:
- Belgischer Pokal: 2005

mit Waasland-Beveren:
- Playoff-Sieger 2. Belgische Liga: 2011/12